# نيسان سدرك
نيسان سدرك(باليابانية: セドリック) وهي سيارة يابانية وإحدى طرازات شركة نيسان للسيارات ،من تصنيع شركة نيسان موتورز.
نيسان سيدريك هي من السيارات التي تنتجها نيسان موتورز منذ عام 1960. وقد وضعت لتوفير وسائل النقل الراقي، وتنافس مع غلوريا التي أدمجت في وقت لاحق إلى أسرة نيسان في السنوات اللاحقة، في حين أن غلوريا نيسان تحولت إلى إصدار رياضي من سيدريك (متطابقة مع التصميم ولكن مع اختلاف في شبك المبردالأمامي والخلفية . في اليابان، سيدريك من سلسلة غلوريا / كانت تسمى Cedglo ، وهذه السلسلة الطويلة استمرت إلى نهاية أكتوبر 2004 ، وحل محله اسم نيسان. اسم سيدريك لا يزال يستخدم بالرغم من ذلك، ويطق على أسطول المركبات Y31 ، المستحدثة في العام 2005 ولا تزال قيد الإنتاج ويتوفر إصدارات عديدة من سيدريك، وتعتبر دائما المنافس الرئيسي لسيارة تويوتا كراون.

## معرض صور

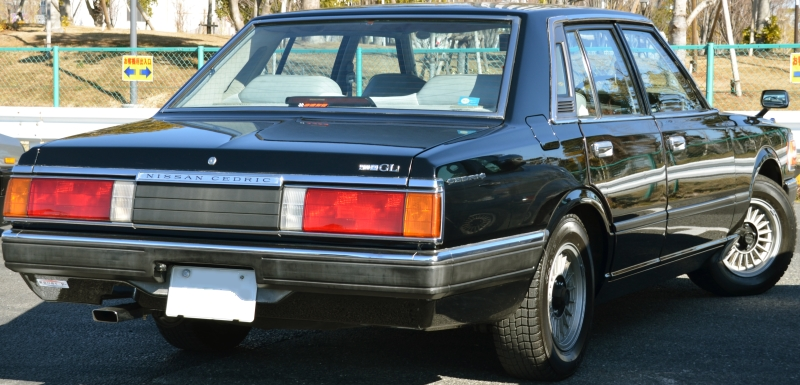
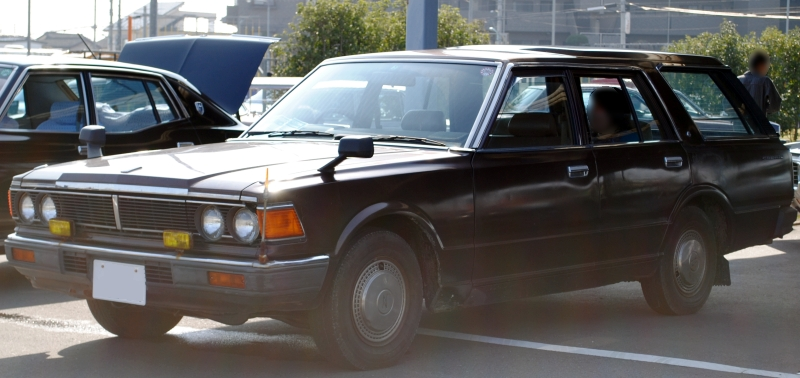
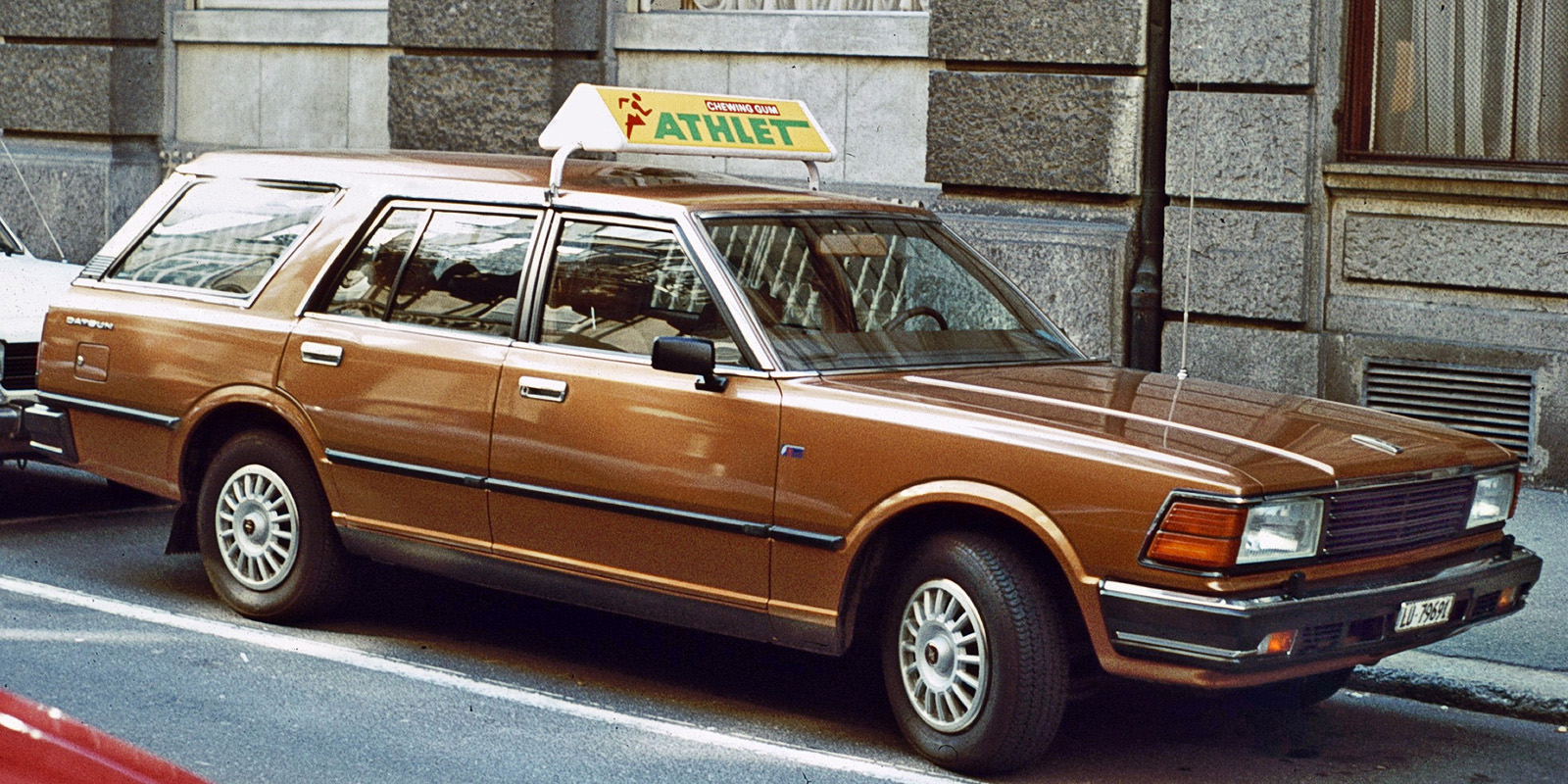
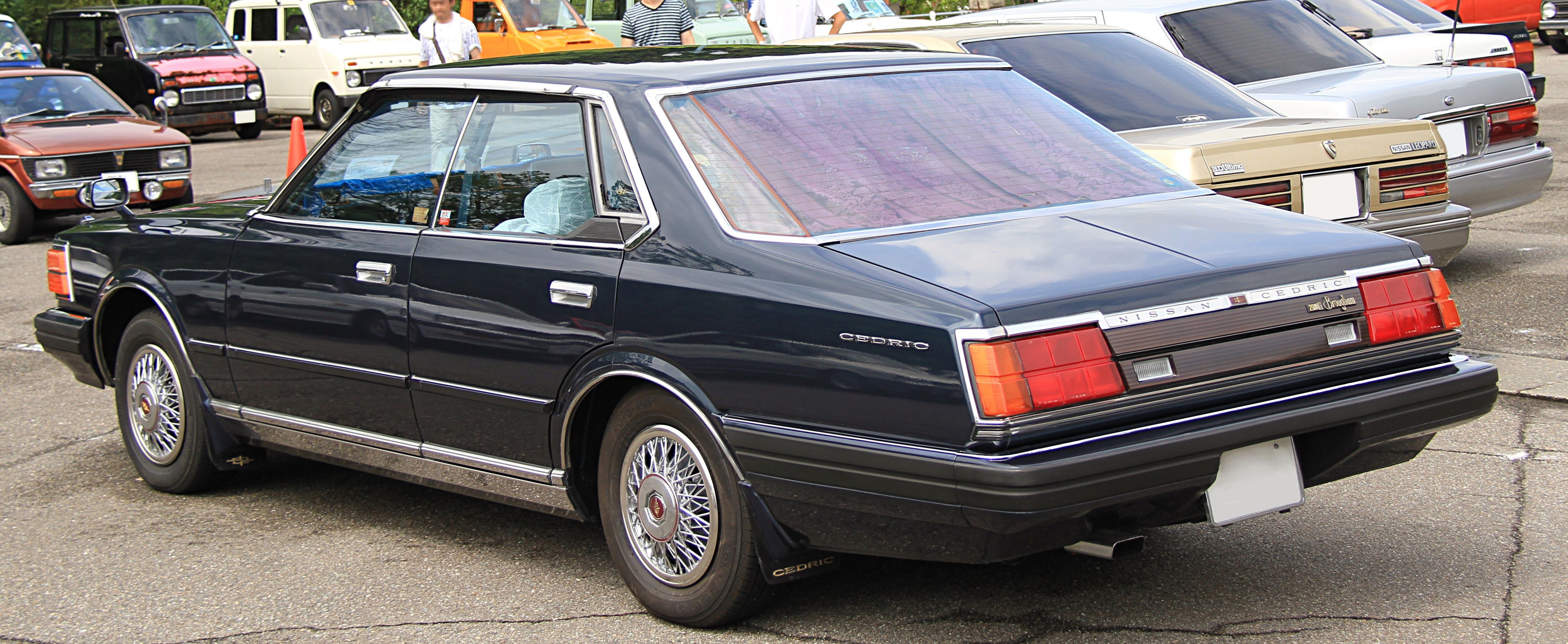
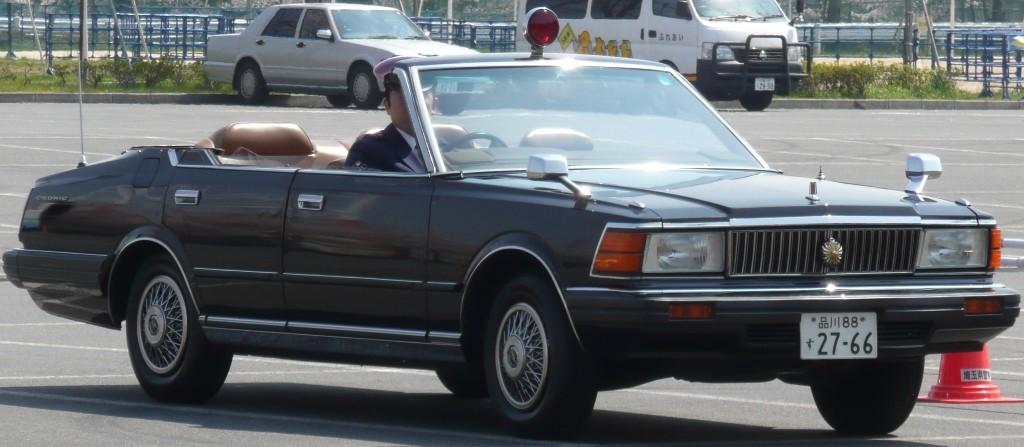